# Grace Bros
Grace Bros was een Australische warenhuisketen, opgericht in 1885. Het werd in 1983 gekocht door Myer (later Coles Myer). Er waren 25 winkels in New South Wales en het Australian Capital Territory en een aantal in Victoria, totdat ze in 2004 omgedoopt werden tot de naam Myer.

## Geschiedenis

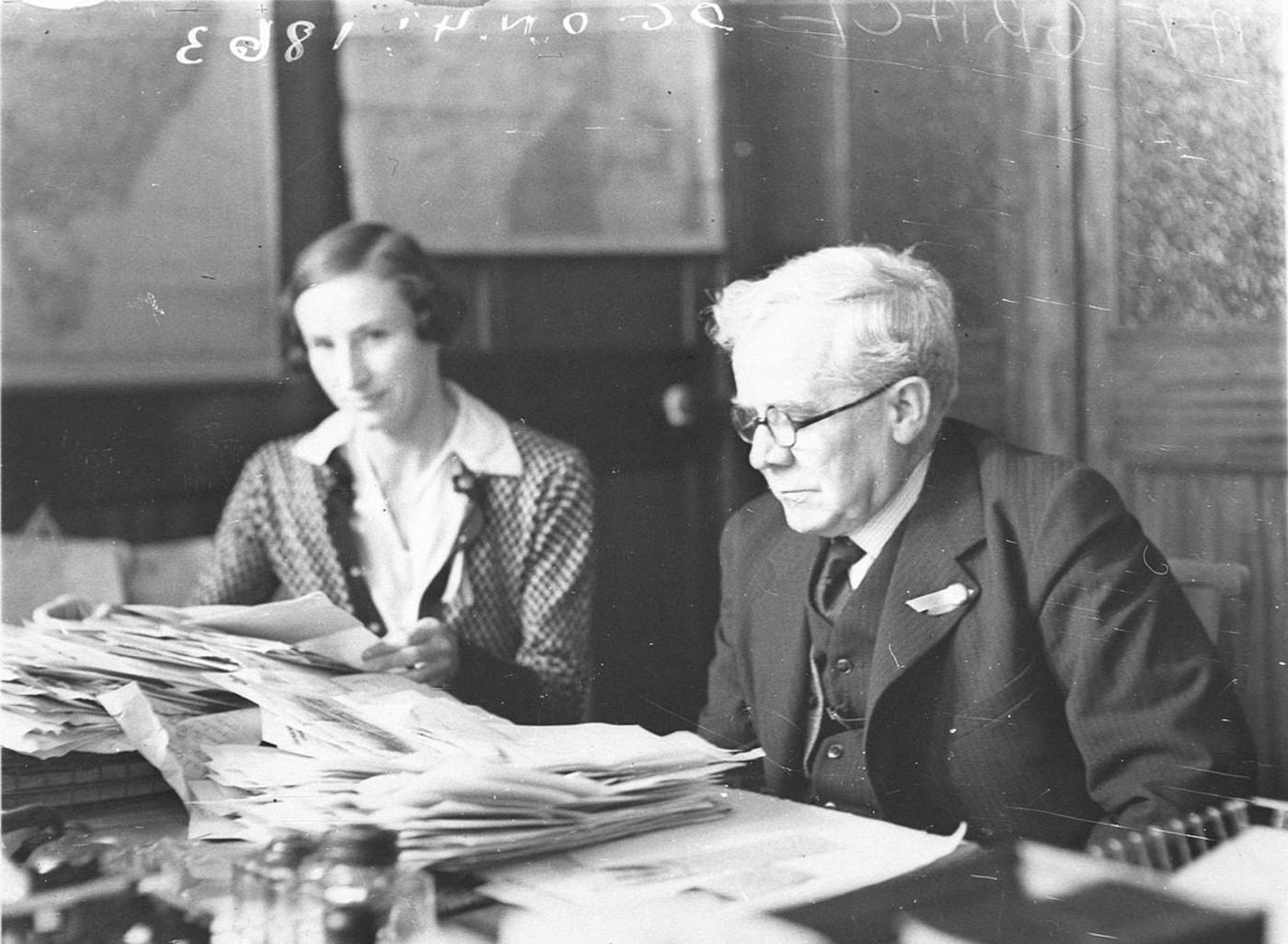
Albert Edward Grace, het hoofd van het warenhuis Grace Bros en zijn secretaresse in zijn kantoor

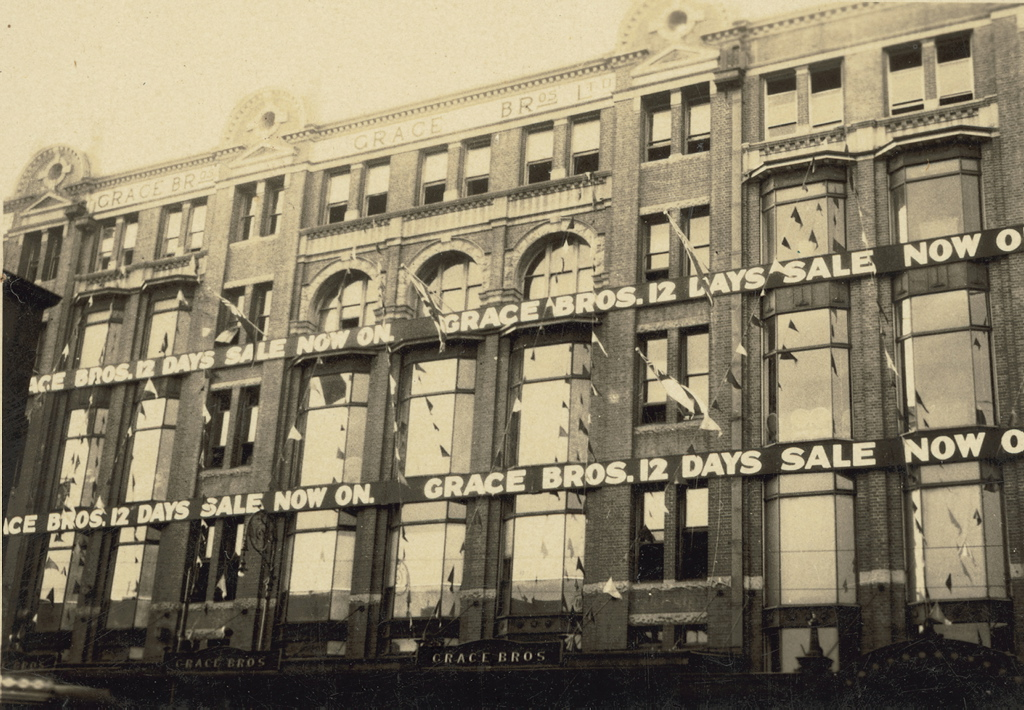
Grace Bros- winkel in de jaren dertig

Grace Bros werd in 1885 opgericht door de broers Albert Edward en Joseph Neal Grace. De twee broers emigreerden in de jaren 1880 vanuit Engeland en verkochten goederen van deur tot deur. In 1885 openden ze hun eerste kleine winkel aan George Street in Sydney en in 1906 openden ze een gebouw met vijf verdiepingen op Broadway (nu de locatie van het Broadway Shopping Centre). In 1931 stierf Joseph Neal Grace en werd Albert Grace directeur van Grace Bros. Vóór zijn dood in 1938 plande Albert Grace een suburbane uitbreiding van de Grace Bros-winkels vanuit de stad. Deze zet wordt beschouwd als de reden dat Grace Bros overleefde toen veel van hun concurrenten het niet overleefden, waaronder Anthony Hordern & Sons en Mark Foy's. Isabel Grace overleed in 1970 op 86-jarige leeftijd.

### Broadway
Sydney's belangrijkste Grace Bros was gevestigd aan Broadway. Via verschillende winkels op verschillende locaties in de stad werd de winkel in 1904 voor het eerst geopend in Bay Street. In de loop der jaren vonden er steeds meer uitbreidingen en grondaankopen plaats, waarna de bestaande gebouwen in 1923 werden voltooid. Grace Bros. had een winkel met, naast vele andere kenmerken, "drie en een halve hectare aan meubels"! Het Grace Auditorium domineerde het sociale leven van Sydney met dansavonden, modeshows, kindervoorstellingen en pantomimevoorstellingen. In 1954 bracht Koningin Elizabeth II een koninklijk bezoek en werden de winkels op Broadway uitgebreid gedecoreerd. Het winkelhart van Sydney verhuisde echter geleidelijk van Broadway naar het huidige CBD rond Market Street en Pitt Street. In 1992 verliet Grace Bros. de winkel op Broadway. In 1998 werd het gebouw herbouwd als een miljoenen kostend winkel- en bioscoopcomplex.

### Het Grace-gebouw
In 1926 kochten de gebroeders Albert Edward en Joseph Neal Grace, een stuk grond op de hoek van York Street, Clarence Street en King Street in Sydney. Daar bouwden ze het Grace Building, het kroonjuweel van hun detailhandelsimperium. Zij waren ervan overtuigd dat de locatie de perfecte locatie was voor het gebouw dat zij wilden laten bouwen, dat 'het pronkstuk van het bedrijf' zou worden, met nieuwe routes voor het openbaar vervoer en de toekomstige Sydney Harbour Bridge die York Street en Clarence Street als belangrijkste verkeersaders in de stad zou omsluiten. Op de briefpapier van het bedrijf werd het gebouw zelfs vermeld als "...aan de Harbour Bridge Highway". Broadway had te lijden onder de verschuiving van het commerciële district van de stad richting Circular Quay en de veranderende routes van het openbaar vervoer weg van Sydney's zuidkant, en dus was het Grace Building de redding van het bedrijf. Het Grace Building werd op 3 juli 1930 officieel geopend door burgemeester Ernest Marks van Sydney.
York Street is nooit de winkelstraat geworden die de Grace Brothers voor ogen hadden. Bovendien heeft het gebouw, in combinatie met de gevolgen van de Grote Depressie in de jaren 1930, nooit aan de verwachtingen voldaan. Aan het begin van de Tweede Wereldoorlog ondervond Grace Bros. problemen bij het huren van kantoorruimtes en een groot deel van de ruimte werd toegewezen aan overheidsdiensten. In 1943 werd het Grace Building op grond van de nationale veiligheidsvoorschriften door de federale overheid gevorderd om te worden gebruikt als hoofdkwartier voor de opperbevelhebber van de geallieerde strijdkrachten in het zuidwestelijke deel van de Stille Oceaan, generaal Douglas MacArthur. In 1945 werd het Grace Building onteigend door het Gemenebest. In 1995 werd het gekocht door de Low Yat Group uit Kuala Lumpur om het te transformeren tot een hotel met 382 kamers, dat in 1997 werd geopend. 

### Groei van voorstedelijke winkels

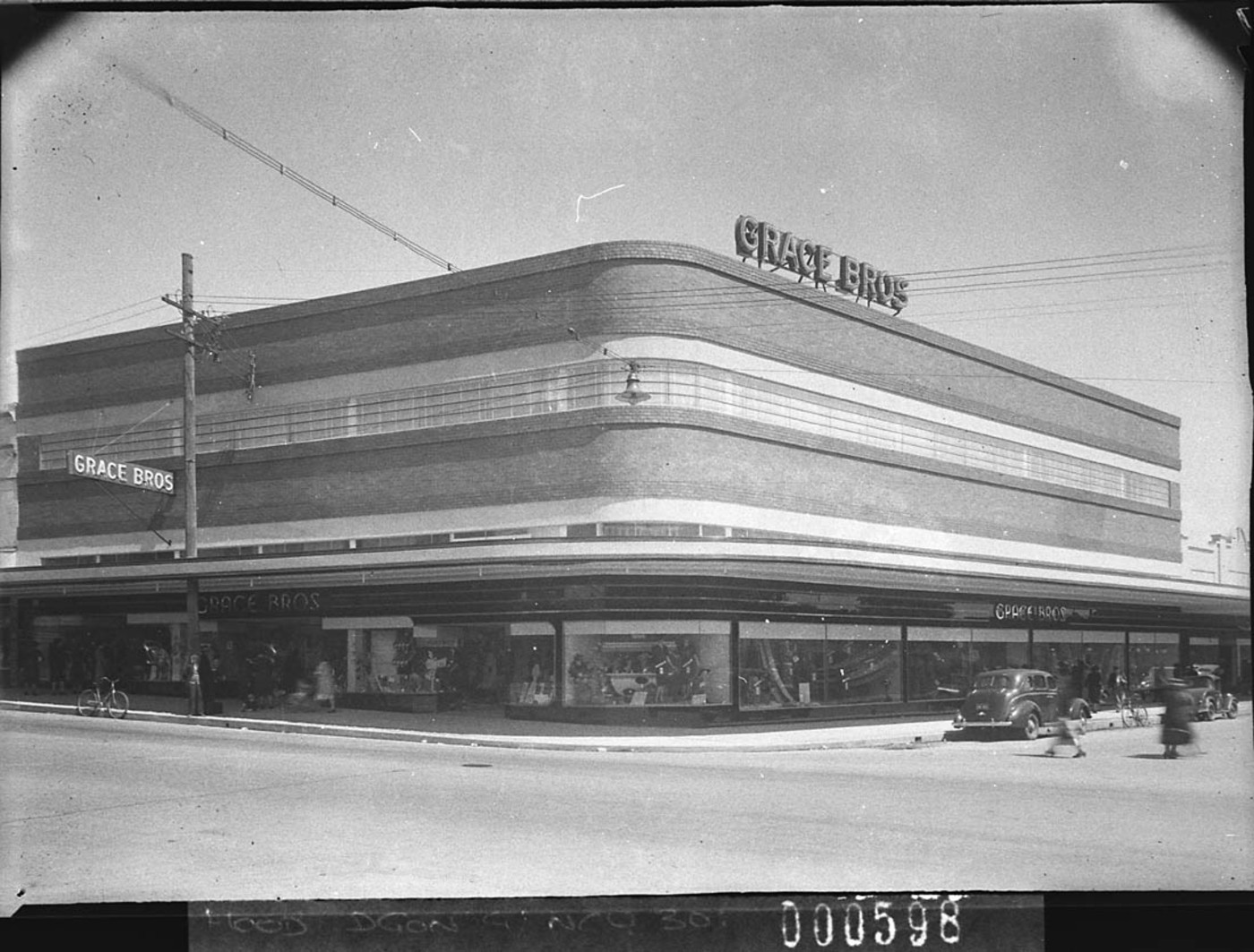
Grace Bros in Parramatta in 1939

Grace Bros opende al in 1933 twee kleine winkels in de buitenwijken van Sydney (respectievelijk in Westfield Parramatta en Westfield Bondi Junction). Deze winkels werden in 1957 volledig herbouwd en uitgebreid tot de eerste warenhuizen in Australië die speciaal voor de gezinsauto waren ontworpen.
In 1965 werd het Roselands Shopping Centre geopend als een van de eerste grote winkelcentra in Australië. Het middelpunt was een groot Grace Bros warenhuis. Er werden later voorstedelijke winkels geopend in de Stockland Mall Maroubra (werd een opruimingswinkel vanaf september 1994, gesloten in 2002), Westfield Mount Druitt (geopend in 1973, gesloten in juni 2004), Westfield Hurstville (gesloten op 24 januari 2015), Westfield Miranda (met ook een "Grace Bros Sport"-conceptwinkel eind jaren 1990), Westfield Parramatta, Westfield Penrith, Ryde (gesloten in 1985), Westfield Bondi Junction, Westfield Burwood (later een David Jones ), Blacktown (geopend in 1973, gesloten in april 2022), Castle Hill, Westfield Hornsby (geopend 1979, gesloten januari 2020), Westfield Liverpool, Carlingford Court (later een Target ), Westfield Chatswood, Macquarie Centre en Westfield Warringah Mall.
De winkel in Castle Hill die op 11 augustus 2001 werd geopend, was de laatste winkel die onder het merk Grace Bros. werd geopend. Het was ook de laatste winkel die in New South Wales werd ontworpen. Een team op het ondersteuningskantoor in Roselands hield toezicht op alle plannen en ontwikkelingen. Rond dezelfde tijd bracht Grace Bros. het meubel- en elektronicamerk Megamart naar New South Wales, door supermarkten te openen in Auburn, Casula (geopend in 2002 met een oppervlakte van 8.500 m²) en Alexandria (geopend in 2003).

### Landelijke winkels
In de loop der jaren opende Grace Bros. andere winkels en nam deze over als onderdeel van haar uitbreiding. Opvallend was de overname van de beursgenoteerde retailer JB Young's uit Queanbeyan en Canberra eind 1979. De winkels van JB Young's bleven onder deze naam opereren tot medio 1986, toen ze werden omgedoopt tot Grace Bros. Door de overname van JB Young's werd Grace Bros. ook eigenaar van de kledingretailer Fosseys en profiteerde het van de winkels die JB Young's had overgenomen bij de aankoop van de uit New South Wales afkomstige retailer John Meagher & Co. in 1974.
Er was een specifieke "Country Division" binnen Grace Bros. gevestigd in Canberra, opgericht in 1985 ten tijde van de naamswijziging van JB Youngs naar Grace Bros. De Country Division was verantwoordelijk voor regionale merchandising in de winkels, waaronder in Kingston, Woden Valley, Dickson, Civic, Fyshwick, Queanbeyan, Goulburn, Cooma en Batemans Bay. De Country Division omvatte ook het voormalige Myer (waarvan sommige de merknaam The Western Stores hadden in Bathurst, Dubbo, Gosford, Orange, Wagga Wagga, Young, Cowra, Newcastle, Cessnock en Tamworth). Nieuwe country stores werden geopend in Wollongong, Charlestown en Erina (verplaatst vanuit Gosford). Zowel het filiaal in Newcastle als Cessnock sloten hun deuren toen in 1989 een nieuwe winkel in Charlestown werd geopend.
Enkele van de winkels die gesloten zijn, zijn Goulburn (gesloten in 1995), Ulladulla, Nowra (gesloten in 2003), Tamworth (in 2003 omgebouwd tot Target), Bathurst (gesloten in 2004), Cooma, Queanbeyan, Bairnsdale (nadat het een Myer was geworden, in 2004 omgebouwd tot Kmart). In 1982 waren er plannen om een Grace Bros. te openen in Strathpine, Queensland, maar door de overname van Myer in New South Wales door Grace Bros. werd de winkel in 1983 in het Strathpine Centre geopend als Myer en bleef open tot 2007. Myer in Wollongong (Wollongong Central) werd op 3 oktober 2016 gesloten. Myer in Orange sloot op 29 januari 2017, na 167 jaar handel te hebben gedreven door verschillende eigenaren, waarvan 21 jaar onder de merknaam Grace Bros.

### Overnames
In juli 1982 verkocht Grace Bros. haar 57% aandelenbelang in Norman Ross aan Waltons. In april 1983 kocht Grace Bros. de meeste Myer-winkels in New South Wales, met uitzondering van de vestigingen in Albury, Chatswood Chase, Gordon, Lismore, Miranda en Tweed Heads. 
Nadat Myer het onderwerp was in een overnamestrijd met de Adelaide Steamship Company, Bond Corporation, FAI Insurance, Myer, Westfield en Woolworths, die allemaal in 1982/83 aanzienlijke hoeveelheden aandelen kochten en verkochten, was het overnamebod van Myer op Grace Bros. in juni 1983 succesvol. De Myer-winkel aan Market Street en Pitt Street in Sydney werd de belangrijkste winkel van Grace Bros. In 1985 werd het bedrijf een divisie van Coles Myer en de Grace Bros-winkels fuseerden feitelijk met de 35 Myer-winkels. In februari 2004 werd een marketingbeslissing genomen om alle Grace Bros-winkels om te dopen tot Myer-winkels.
Tot juli 2024 was de website van Grace Bros., ondanks dat het een ter ziele gegane winkelketen was, nog steeds toegankelijk en werd er alleen een oude foto getoond van jonge vrouwen die glaswerk aan het kopen waren. 

## Grace Removals
Grace Removals werd in 1911 in Sydney opgericht door Albert Edward en Joseph Neal Grace. In 1984 werd het verkocht aan Brambles, die het in 1994 doorverkocht aan Crown Worldwide Group.